# Biele (Cieplice)
Biele – przysiółek wsi Cieplice w Polsce położony w województwie podkarpackim, w powiecie przeworskim, w gminie Adamówka.

W latach 1975–1998 przysiółek administracyjnie należał do województwa przemyskiego.